# Schiers
Schiers (en romanche Aschera) es una comuna suiza del cantón de los Grisones, ubicada en la región de Prettigovia/Davos, círculo de Schiers. Limita al norte con las comunas de Seewis im Prättigau, Tschagguns (AT-8) y Vandans (AT-8), al este con Sankt Antönien, al sur con Luzein, Jenaz y Furna, y al oeste con Grüsch.